# Termonerpeton markrydactylus
Termonerpeton markrydactylus è un tetrapode estinto di incerta collocazione sistematica. Visse nel Carbonifero inferiore (Viseano, circa 336 milioni di anni fa) e i suoi resti fossili sono stati ritrovati in Scozia.

## Descrizione
Questo animale è noto per uno scheletro incompleto e di parte di una zampa, che permettono di ricostruire un animale delle dimensioni di una lucertola. Le caratteristiche principali di questo animale, che lo rendevano simile ad alcuni amnioti arcaici, erano date dalla presenza di un piede a cinque dita, con un quarto metatarso lungo e robusto e, soprattutto, un quinto dito molto allungato. L'ilio, inoltre, era di forma unica, con due sottili processi posteriori allungati. Altre caratteristiche che lo avvicinano invece ai tetrapodi post-devoniani erano la presenza di un tarso ben ossificato e a cinque dita, mentre la presenza di costole ricurve ricorda ancora una volta gli amnioti.

## Classificazione
La specie Termonerpeton markrydactylus venne descritta per la prima volta nel 2022, sulla base di uno scheletro incompleto rinvenuto nella zona di East Kirkton in Scozia, in terreni risalenti al Viseano (Carbonifero inferiore); alla stessa specie è stato attribuito anche un fossile di piede, rinvenuto nella stessa zona. 

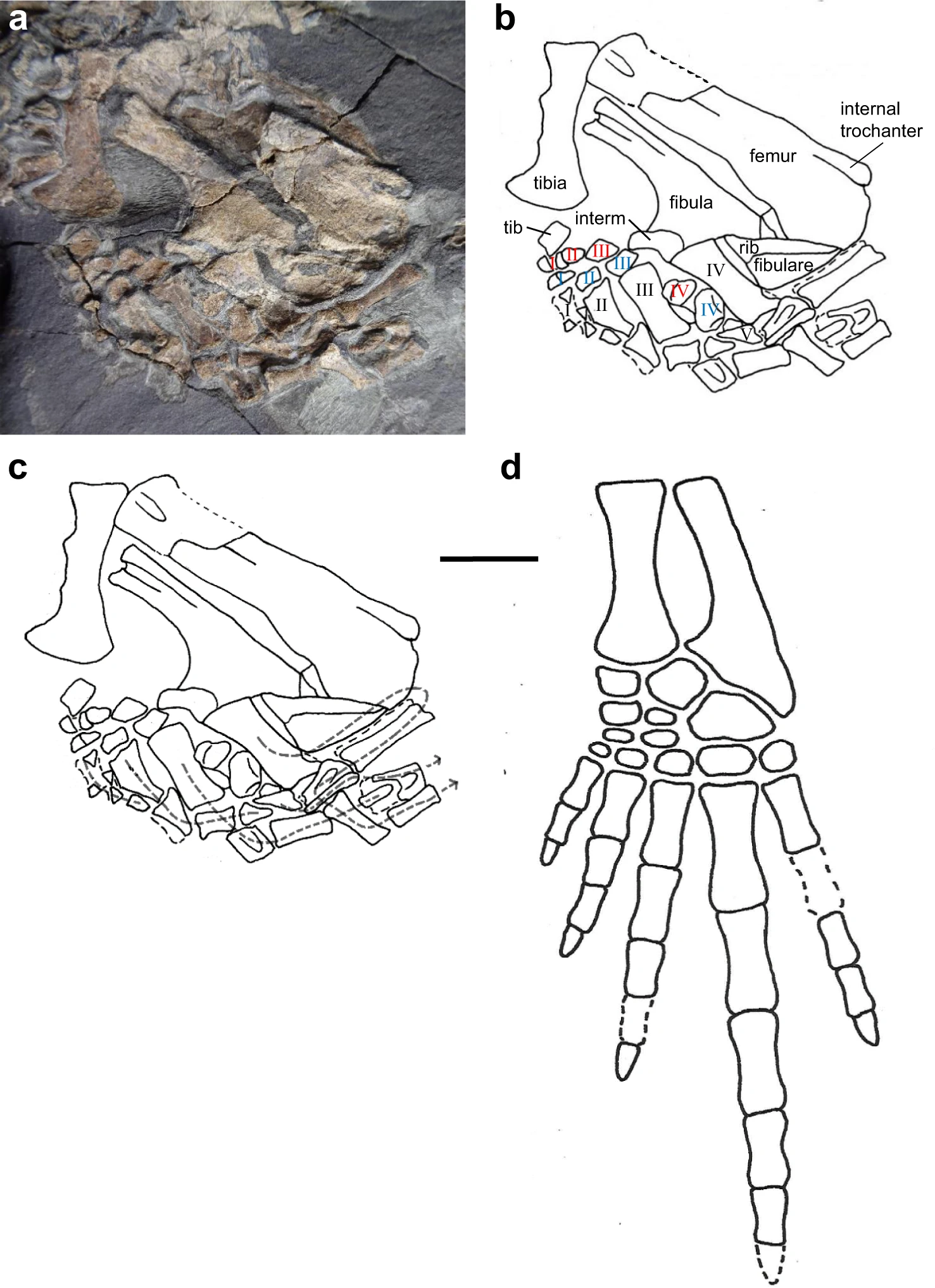
Fossile della zampa posteriore sinistra e ricostruzione

Le analisi filogenetiche sono parzialmente contrastanti: alcune indicano che Termonerpeton faceva parte di una politomia, insieme ad altri gruppi del Carbonifero; altre, invece, lo classificano tra i primi amnioti arcaici, come un antracosauro basale o all'interno di un clade che include anche Eldeceeon e Silvanerpeton, alla base di un clade comprendente croniosuchi e antracosauri (Clack et al., 2022).